# ماراتون (فیلم ۲۰۰۵)
«ماراتون» (انگلیسی: Marathon (2005 film)) فیلمی در ژانر زندگینامه‌ای و درام است که در سال ۲۰۰۵ منتشر شد.